# Муция Терция
Муция Терция (на латински: Mucia Tertia; * ок. 100 пр.н.е.; † сл. 31 пр.н.е.) е римска матрона през 1 век пр.н.е.
Тя е дъщеря на Квинт Муций Сцевола, Pontifex Maximus, който е убит през 86 пр.н.e. от привържениците на Гай Марий. Майка ѝ е Лициния Краса, която се развежда от баща ѝ, за да се омъжи за Квинт Цецилий Метел Непот, скандал, споменаван в много източници. Муция има двама по-млади братя от втория брак на майка си (от Цецилии Метелите).
Муция е омъжена в първи брак за младия Марий, който е консул през 82 пр.н.е. и се самоубива след загубата като генерал срещу Сула в гражданската война. Муция е без деца и няма право пак да се омъжи. Диктатор Сула я омъжва обаче през 81 пр.н.е. за Помпей.
Помпей и Муция имат три деца: Гней Помпей (младши), дъщеря Помпея (която се омъжва за Фауст Корнелий Сула) и Секст Помпей.
Между 76 пр.н.е. и 61 пр.н.е. Помпей е почти извън Рим. Когато се връща обратно се развежда с Муция, заради нейната връзка с Гай Юлий Цезар. Муция се омъжва след това за Марк Емилий Скавър Младши, брат на Емилия Скавра.